# Philometra effusalis
Philometra effusalis là một loài bướm đêm trong họ Noctuidae.